# Mons Cabeus
Il Mons Cabeus è una struttura geologica della superficie della Luna.
Il mons riprende il nome del vicino cratere Cabeus.